# Universidad DeSales
La Universidad DeSales es una universidad privada y lugar designado por el censo ubicada en el condado de Lehigh en el estado estadounidense de Pensilvania. En el año 2010 tenía una población de 953 estudiantes y una densidad estudiantil de 1.588,3 personas por km².

## Geografía
La Universidad DeSales se encuentra ubicada en las coordenadas 40°32′19″N 75°22′39″O / 40.53861, -75.37750. Según la Oficina del Censo de los Estados Unidos, Universidad DeSales tiene una superficie total de 0,25 mi² (0,6 km²), de la cual 0,25 mi² (0,6 km²) corresponden a tierra firme y 0 mi² (0 km²) es agua.